# Ion-Marian Lazăr
Ion-Marian Lazăr (n. 21 iulie 1978, Brezoi, România) este un deputat român, ales în 2020 din partea USR. 